# Jan Chmelík (novinář)
Jan Chmelík (11. září 1930 Plzeň – 12. dubna 2014 České Budějovice) byl československý televizní a rozhlasový zpravodaj, novinář, konferenciér, publicista a spisovatel, představitel Syndikátu jihočeských novinářů, zakládající člen Jihočeské krajské rady seniorů ČR. Působil v Českých Budějovicích.

## Biografie
Jako krajský redaktor Československé televize působil v Českých Budějovicích do začátku 90. let 20. století. Kromě lokálních témat se na obrazovkách televize pravidelně věnoval například veletrhu Země živitelka.
Působil také v redakci jihočeského Československého rozhlasu, v několika jihočeských redakcích novin a podobně. Až do své smrti neustále spolupracoval s místními médii, psal knížky a publikoval v časopisech.
Zajímavostí bylo, že přes svou aktivitu nikdy nepřišel na chuť počítačům a texty dodával psané na psacím stroji.